# Apanthura sandalensis
Apanthura sandalensis är en kräftdjursart som beskrevs av Stebbing 1900. Apanthura sandalensis ingår i släktet Apanthura och familjen Anthuridae. Inga underarter finns listade i Catalogue of Life.